# Seth Quintero
Seth Quintero (San Marcos, California, 12 de septiembre de 2002) es un piloto estadounidense de rally. Actualmente compite en el Campeonato Mundial de Rally Raid junto a Red Bull, donde fue campeón en 2023 en la categoría T3.
Quintero ostenta el récord de la mayor cantidad de victorias en etapas en un solo Rally Dakar, con 12 triunfos en la edición de 2022, y es el piloto más joven en ganar una etapa de dicho rally en cualquier categoría, con 18 años.

## Carrera deportiva
Seth Quintero nació en San Marcos, California, donde comenzó a conducir vehículos todoterreno a los cuatro años. A los 10 años, inició su carrera en carreras de SSV y ganó dos campeonatos juveniles disputados en Estados Unidos: el Junior UTV World Championship y el World Off Road Championship Series.
En 2018, Quintero dio el salto al profesionalismo con el respaldo de Red Bull. En su temporada de debut, participó en eventos como el Mint 400 y Vegas to Reno. En 2019, ganó el campeonato Best in the Desert en la categoría UTV Pro, logrando seis victorias.
En 2020, comenzó a competir internacionalmente y debutó en el Rally Dakar de 2021, en la categoría Prototipos Ligeros (T3), donde ganó seis etapas y se convirtió en el ganador de etapa más joven en la historia del Dakar. En 2022, estableció el récord de 12 victorias de etapa en un solo Dakar. Ganó todas las etapas salvo una, en la que un problema mecánico le impidió competir por la victoria en el rally.
Quintero compitió en el Campeonato Mundial de Rally Raid 2022 en T3, terminando segundo en la clasificación general con una victoria en el Rally de Marruecos. En 2023, logró su primer podio en el Dakar, terminando segundo y ganando dos etapas. También ganó el Abu Dhabi Desert Challenge y se coronó campeón en la categoría T3.
En 2024, Quintero ascendió a la categoría Coches con Toyota Gazoo Racing. Tras problemas en el Dakar, logró su primer podio en la clase superior en Abu Dabi.

## Resultados

### Campeonato Mundial de Rally Raid (FIA)
| Año  | Categoría       | Vehículo | Posición | Puntaje | Victorias     |
| ---- | --------------- | -------- | -------- | ------- | ------------- |
| 2022 | T3 / Challenger | OT3      | 2.º      | 169     | 1 (Marruecos  |
| 2023 | T3 / Challenger | Can-Am   | 1.º      | 201     | 1 (Abu Dhabi) |
| 2024 | T1 / Coches     | Toyota   | 6.º      | 81      | -             |

### Rally Dakar
| Año     | Clase      | Vehículo | Posición | Victorias de etapa |
| ------- | ---------- | -------- | -------- | ------------------ |
| 2021    | P. Ligeros | OT3      | 18.º     | 6                  |
| 2022    | P. Ligeros | OT3      | 16.º     | 12                 |
| 2023    | P. Ligeros | Can-Am   | 2.º      | 2                  |
| 2024    | Coches     | Toyota   | 42.º     | -                  |
| 2025    | Coches     | Toyota   | 9.º      | 2                  |
| Fuente: |            |          |          |                    |